# جزایر کوک
جزایر کوک (به انگلیسی: Cook Islands) واقع است در قارهٔ اقیانوسیه، اقیانوس آرام جنوبی، غرب جزایر پولینزیای فرانسه، شرق تونگا و جنوب غرب ساموآ ی آمریکا. پایتخت جزایر کوک، شهر آواروآ با ۱۰ هزار نفر جمعیت می‌باشد. مساحت جزایر کوک ۲۴۰ کیلومتر مربع و جمعیت آن ۱۹٬۵۶۹ نفر است.
جزایر کوک به صورت مجمع الجزایر بوده و از بیش از ۱۲۰ جزیره تشکیل شده‌است که مهم‌ترین آنها، راروتونگا، آیتوتاکی، راکاهانگا، پوکاپوکا و پالمرستون نام دارند.

## تاریخ
دیرینه شناسان و باستان شناسان ردپایی از وجود انسان در ۴ قرن پیش از میلاد را در جزایر کوک، کشف کرده‌اند. تاریخ شفاهی راراتونگا (مهم‌ترین جزیره از مجمع الجزایر کوک و تنها جزیره قابل سکونت جزایر کوک) به حدود ۱۴۰۰ سال پیش بازمی‌گردد.
اولین اروپایی در سال ۱۵۹۵ به این جزایر رسید، دریانورد اسپانیایی به نام «آلوارو دی مندانا» با توقف کوتاه مدتی در جزیرهٔ شمالی پوکاپوکا به راه خود ادامه داد. در سال ۱۶۰۶ دریانورد دیگر اسپانیایی به نام پدرو فرناندز دی کویروس به دیگر جزیرهٔ شمالی یعنی راکاهانگا سفر کرد، اقامت او نیز کوتاه مدت بود؛ و اما کاپیتان جیمز کوک دریانورد انگلیسی اولین اروپایی بود که این جزیره را به‌طور کامل و دقیق کشف کرد، کاپیتان کوک در سال ۱۷۷۳ به این جزایر رسید و در سال ۱۷۷۷ به کشورش بازگشت، او در طول این ۴ سال اقامتش در مجمع الجزایر کوک، کلیهٔ جزایر ناشناخته را کشف نمود. در سال ۱۸۳۵ در اولین اطلسی که از جزایر اقیانوس آرام جنوبی تهیه شد، این جزایر به نام «جزایر کوک» به ثبت رسید و امروزه نیز به همین نام خوانده می‌شود، در آن زمان، جزایر شمالی با نام‌های جزایر پنرین و جزایر مانی هیکی نامیده می‌شد.
پای مبلغین مسیحی در قرن ۱۹ میلادی به این جزایر باز شد که نقش عمده‌ای در تحول فرهنگ و مذهب جزیره نشینان برجای گذاشت، با این حال مبلغین هیچ اقدامی به منظور ریشه کن کردن فرهنگ‌های بومی مردم جزیره انجام ندادند. اولین مبلغ مسیحی که به جزایر کوک سفر کرد، کشیشی به نام «جان ویلیامز» از جامعهٔ مبلغین مسیحی لندن بود که در سال ۱۸۲۱ وارد جزیرهٔ آیتوتاکی شد. هرچند تأثیر مبلغان مسیحی بر دیگر جزایر اقیانوس آرام جنوبی نیز بسیار ملموس بود، دیگر مبلغین مسیحی در سال ۱۸۲۳ از جزایر سوسایتی (پولینزیای فرانسه) وارد جزیرهٔ راروتونگا شدند.
در سال ۱۸۸۸ بریتانیا به تلافی ادعای مالکیت فرانسه بر پولینزیا (همسایهٔ غربی جزایر کوک) رسماً تحت‌الحمایگی جزایر کوک را اعلام کرد، پس از آن شمار مستعمرات بریتانیا در اقیانوس آرام جنوبی به طرز فراینده‌ای رشد یافت. در سال ۱۹۰۰ نیوزیلند، راروتونگا و سایر جزایر عمدهٔ مجمع الجزایر کوک را ضمیمهٔ خود ساخت، نیوزیلند چند سال بعد دیگر جزایر شمالی آن را نیز مال خود کرد.

## سیاست

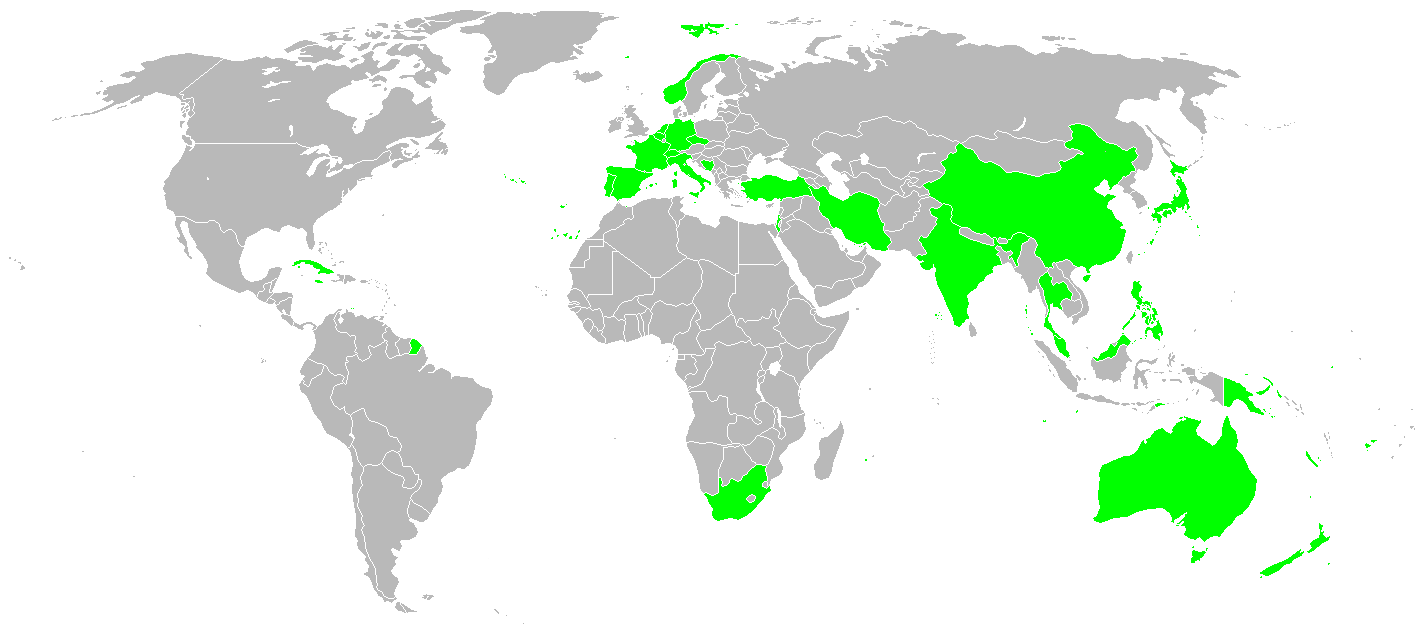
کشورهایی که با جزایر کوک پیوند دیپلماتیک دارند.

در سال ۱۹۶۵ جزایر کوک، حق خودمختاری در امور داخلی را به دست آورد ولی هنوز دفاع و سیاست خارجی آن، تحت کنترل نیوزیلند است.
آلبرت هنری که رهبر حزب جزایر کوک بود، نقش مهمی در جنبش‌های استقلال طلبانهٔ جزایر کوک داشت. آلبرت هنری در سال ۱۹۶۸ نخست‌وزیر شد، در سال ۱۹۷۴ او حائز رتبهٔ «شوالیه» گشت ولی چندی بعد این درجهٔ فسخ شد. در سال ۱۹۸۰ او را به فساد متهم کردند. آلبرت هنری در سال ۱۹۸۱ درگذشت.
دکتر توماس دیویس از حزب دموکرات، نخست‌وزیر بعدی جزایر کوک بود. چندین سال جزایر کوک گرفتار بی‌ثباتی سیاسی بود، نخست‌وزیر ظرف مدت کوتاهی تغییر می‌کرد و فرد دیگری جایگزین او می‌شد، از مهم‌ترین نخست‌وزیرهای این دوره می‌توان به، جفری هنری و هنری نفو اشاره کرد. در ۱۴ دسامبر ۲۰۰۴، جیم ماروری نخست‌وزیر جزایر کوک شد.

## جغرافیا

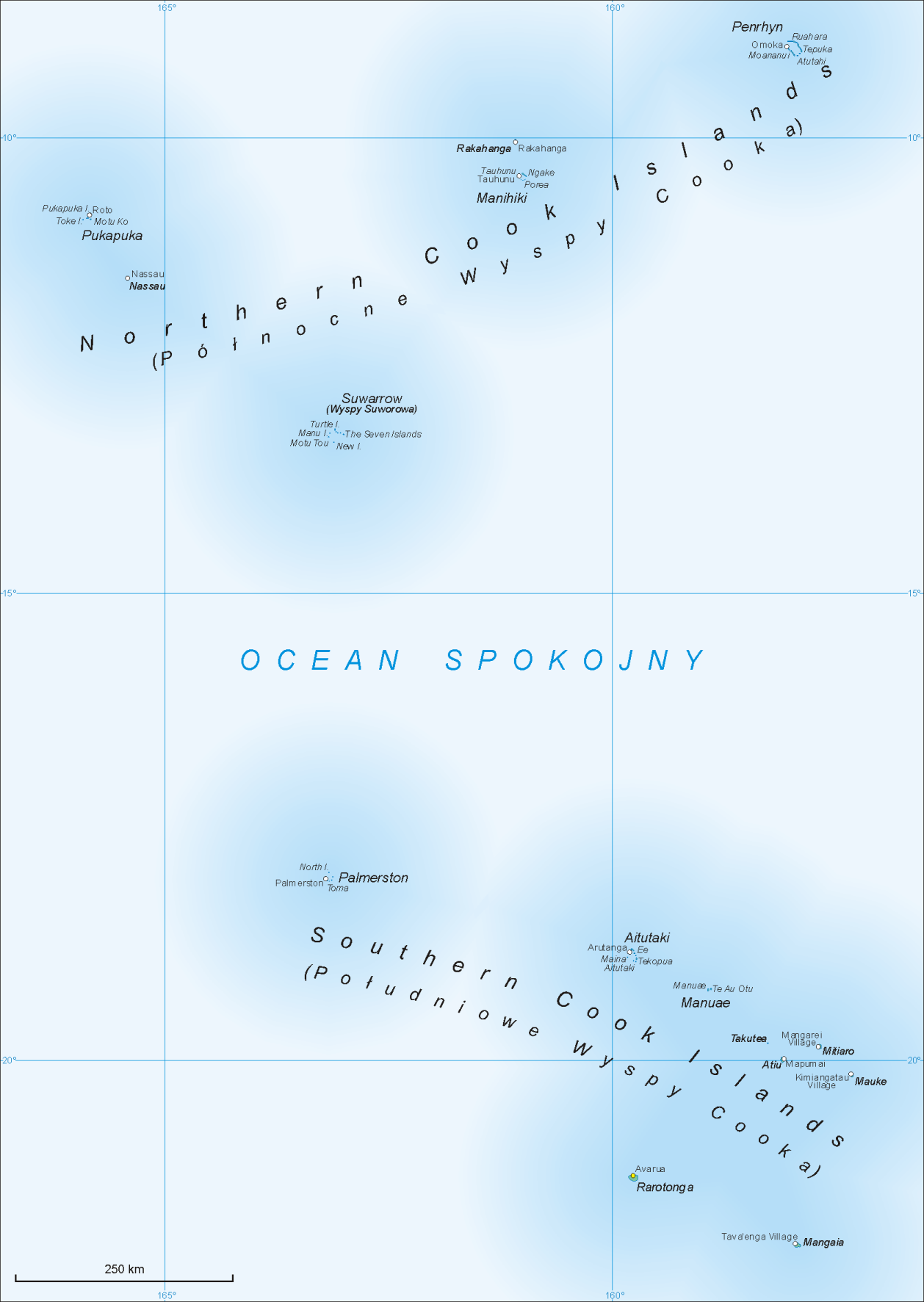

| ردیف | نام جزیره                 | مساحت | جمعیت (۲۰۰۵)      | جمعیت (۲۰۰۵)       | موقعیت |  |    |                 |
| ---- | ------------------------- | ----- | ----------------- | ------------------ | ------ |  | -- | --------------- |
| ردیف | نام جزیره                 | مساحت | ۱                 | مانی هی کی (همفری) | موقعیت |  | ۷۱ | جزایر کوک شمالی |
| ۲    | جزیره ناساو               | ۰٬۵   | ۷۱ (۲۰۰۶)         | جزایر کوک شمالی    |        |  |    |                 |
| ۳    | جزیره تونگاروا (بنرهین)   |       |                   | جزایر کوک شمالی    |        |  |    |                 |
| ۴    | جزیره پوکاپوکا (خطر)      |       | ۶۴۶ (۲۰۰۱)        | جزایر کوک شمالی    |        |  |    |                 |
| ۵    | جزیره راکاهانگا (رئیرسون) |       |                   | جزایر کوک شمالی    |        |  |    |                 |
| ۶    | جزیره سووارو (انکورج)     |       |                   | جزایر کوک شمالی    |        |  |    |                 |
| ۷    | جزیره تما ریف             | ۰٬۱۶  |                   | جزایر کوک شمالی    |        |  |    |                 |
| ۸    | جزیره آیتوتاکی            |       |                   | جزایر کوک سفلی     |        |  |    |                 |
| ۹    | جزیره مانگایا             |       |                   | جزایر کوک سفلی     |        |  |    |                 |
| ۱۰   | جزیره راروتونگا           |       | ۱۴٬۱۵۳ (۲۰۰۶)     | جزایر کوک سفلی     |        |  |    |                 |
| ۱۱   | جزبره پلمرستون            |       |                   | جزایر کوک سفلی     |        |  |    |                 |
| ۱۲   | جزیره مانوآئه (هروی)      | ۶٫۱۷  | غیر مسکونی (۲۰۰۸) | جزایر کوک سفلی     |        |  |    |                 |
| ۱۳   | جزیره تاکوتی              | ۱٬۲۲  |                   | جزایر کوک سفلی     |        |  |    |                 |
| ۱۴   | جزیره وینسلو ریف          |       |                   | جزایر کوک سفلی     |        |  |    |                 |
| ۱۵   | جزیره آتیو                |       | ۵۷۱ (۲۰۰۳)        | جزایر کوک جنوبی    |        |  |    |                 |
| ۱۶   | جزیره ماوکه               |       | ۳۷۰               | جزایر کوک جنوبی    |        |  |    |                 |
| ۱۷   | جزیره میتیارو             | ۲۲٬۲۵ | ۲۱۹ (۲۰۰۸)        | جزایر کوک جنوبی    |        |  |    |                 |

## مردم
نژاد ۸۷ ٪ مردم جزایر کوک مائوریهای جزایر کوک و ۵ ٪ نیز پولینزیایی می‌باشند همچنین دین ۵۵ ٪ ساکنان جزایر کوک، انگلیکان، ۱۶ ٪ کاتولیک، ۸ ٪ ادونتیست روز هفتم، ۳ ٪ کلیسای لتر دی ساینت و ۵ ٪ پروتستان هستند. زبان رسمی جزایر کوک، انگلیسی است همچنین زبان مائوری نیز رایج است.

## اقتصاد
واحد پول جزایر کوک، دلار نیوزیلند با واحد جزء (سنت) نام دارد. از مهم‌ترین صادرات جزایر کوک می‌توان به نارگیل، انبه، مرکبات تازه و کنسرو شده، ماهی، صدف و پوشاک اشاره کرد. توریسم نیز از مهم‌ترین صنایع جزایر کوک به‌شمار می‌رود.